# Daimler Scout Car
«Дэймлер» (англ. Scout Car, Daimler) — британский лёгкий разведывательный бронеавтомобиль периода Второй мировой войны. Был также широко известен под данным в войсках названием «Динго» (англ. Dingo). Был создан фирмой BSA в 1938 году, став первой британской машиной этого класса. Серийно производился с 1939 года, помимо британских фирм «Дэймлер» и «Хамбер», также канадским отделением компании «Форд». Всего до окончания производства в 1945 году было выпущено 6626 машин этого типа в нескольких вариантах, что сделало его наиболее многочисленным британским бронеавтомобилем в истории. С 1940 года широко использовался войсками Великобритании и всех других стран Британского содружества в боях на всех театрах военных действий Второй мировой войны. В послевоенные годы разведывательные бронеавтомобили «Дэймлер» поставлялись на экспорт, использовались в ряде вооружённых конфликтов и оставались на вооружении некоторых стран вплоть до 1970-х годов.

## Модификации
- Scout Car, Mark I (Scout Car, Daimler Mark I) — базовая модификация с четырьмя управляемыми колёсами и сдвижной крышей боевого отделения, выпущено вместе с IA и IB 52 единицы
- Scout Car, Mark IA (Scout Car, Daimler Mark IA) — модификация со складной крышей
- Scout Car, Mark IB (Scout Car, Daimler Mark IB) — модификация с изменённой системой охлаждения, а также на части машин — управляемыми только передними колёсами
- Scout Car, Mark II (Scout Car, Daimler Mark II) — основная серийная модификация, к которой относилось подавляющее большинство выпущенных машин. Отличалась от Mk.IB наличием на всех бронеавтомобилях управления только передними колёсами, а также рядом мелких изменений
- Scout Car, Daimler Mark III — модификация, запущенная в производство в начале 1945 года, отличалась отсутствием броневой крыши боевого отделения и герметизацией моторного отделения

## Галерея

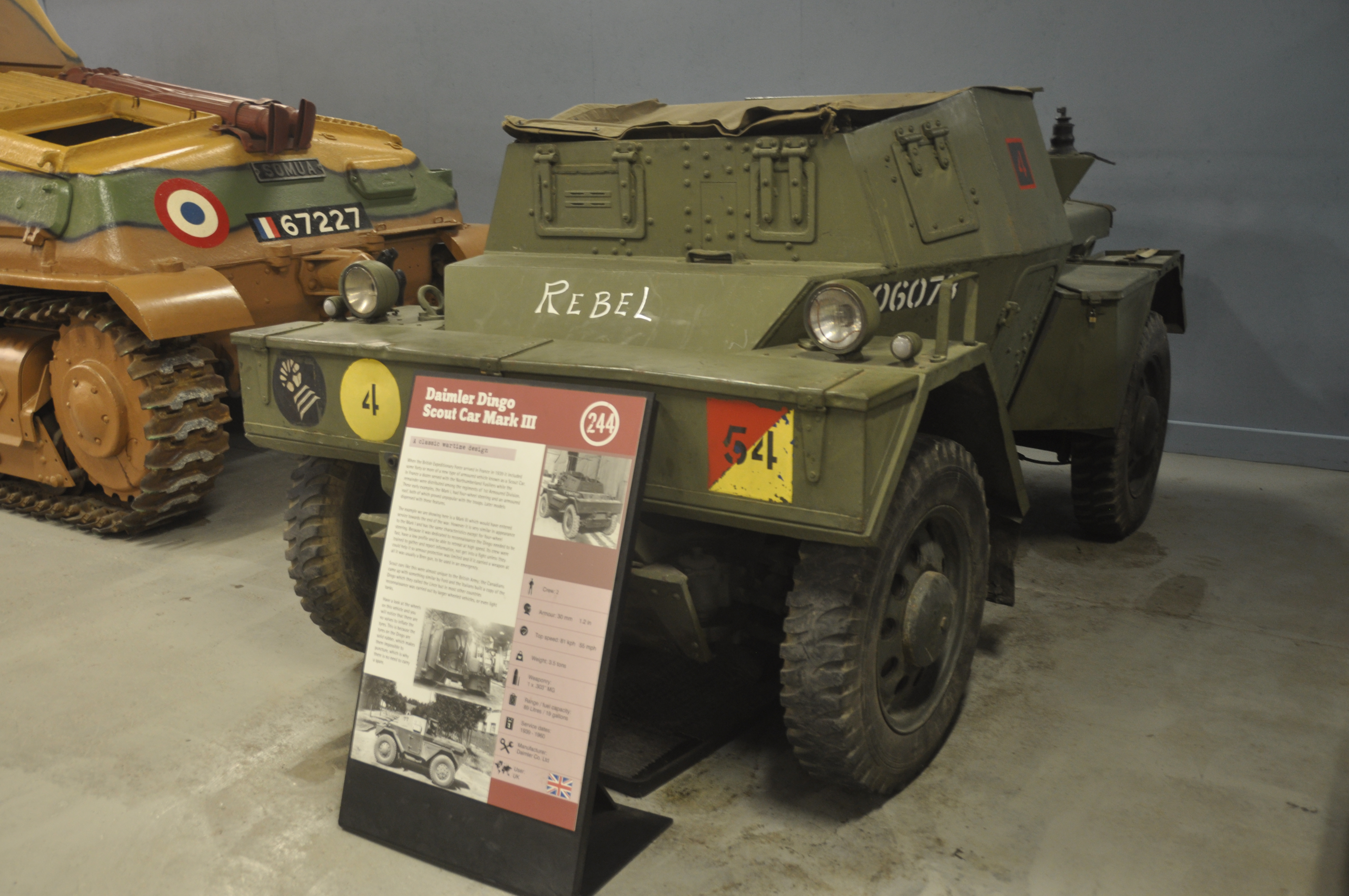
Daimler Scout Car Mk.III в музее в Бовингтоне
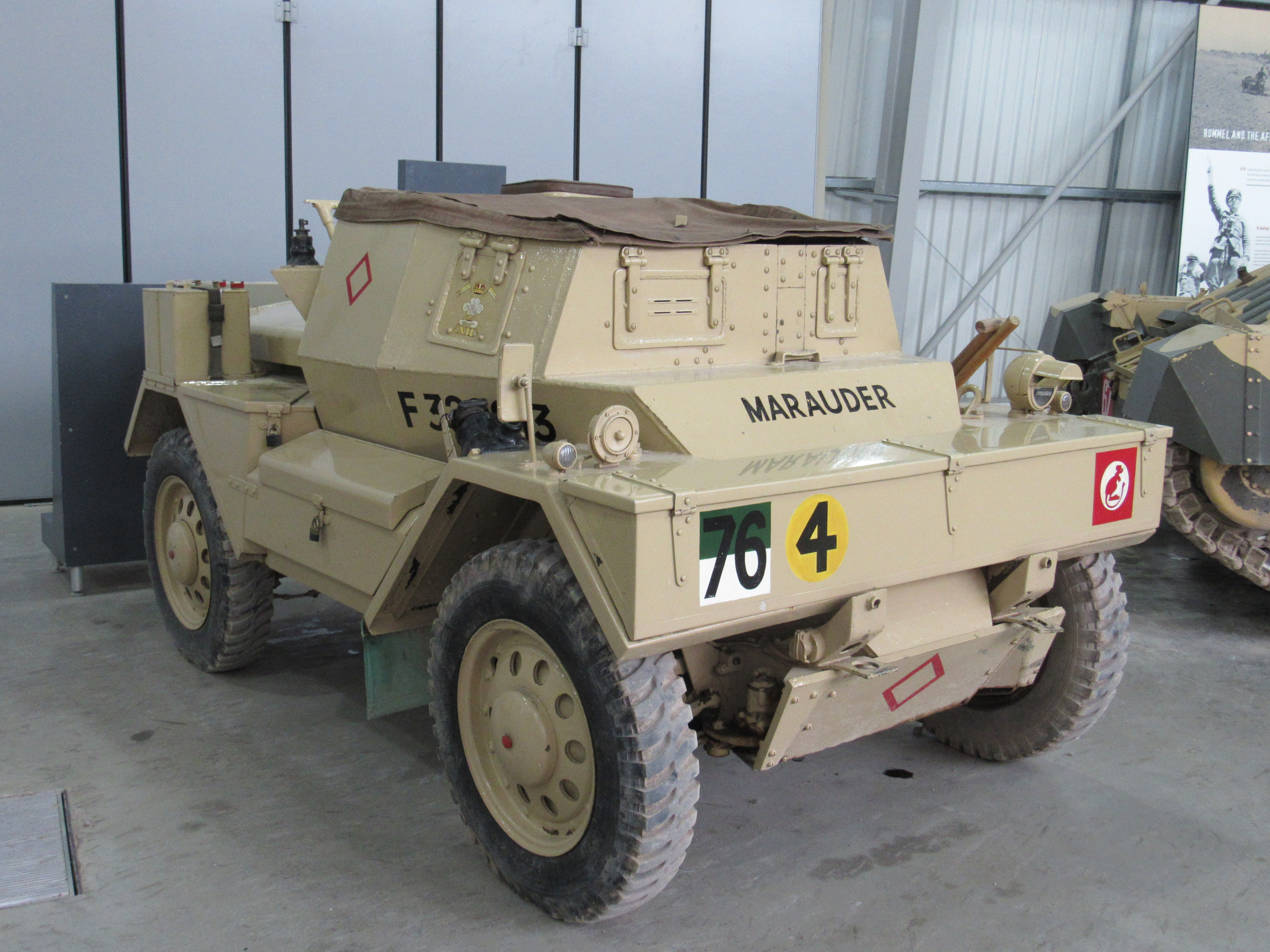
Dingo Scout Car Mk II
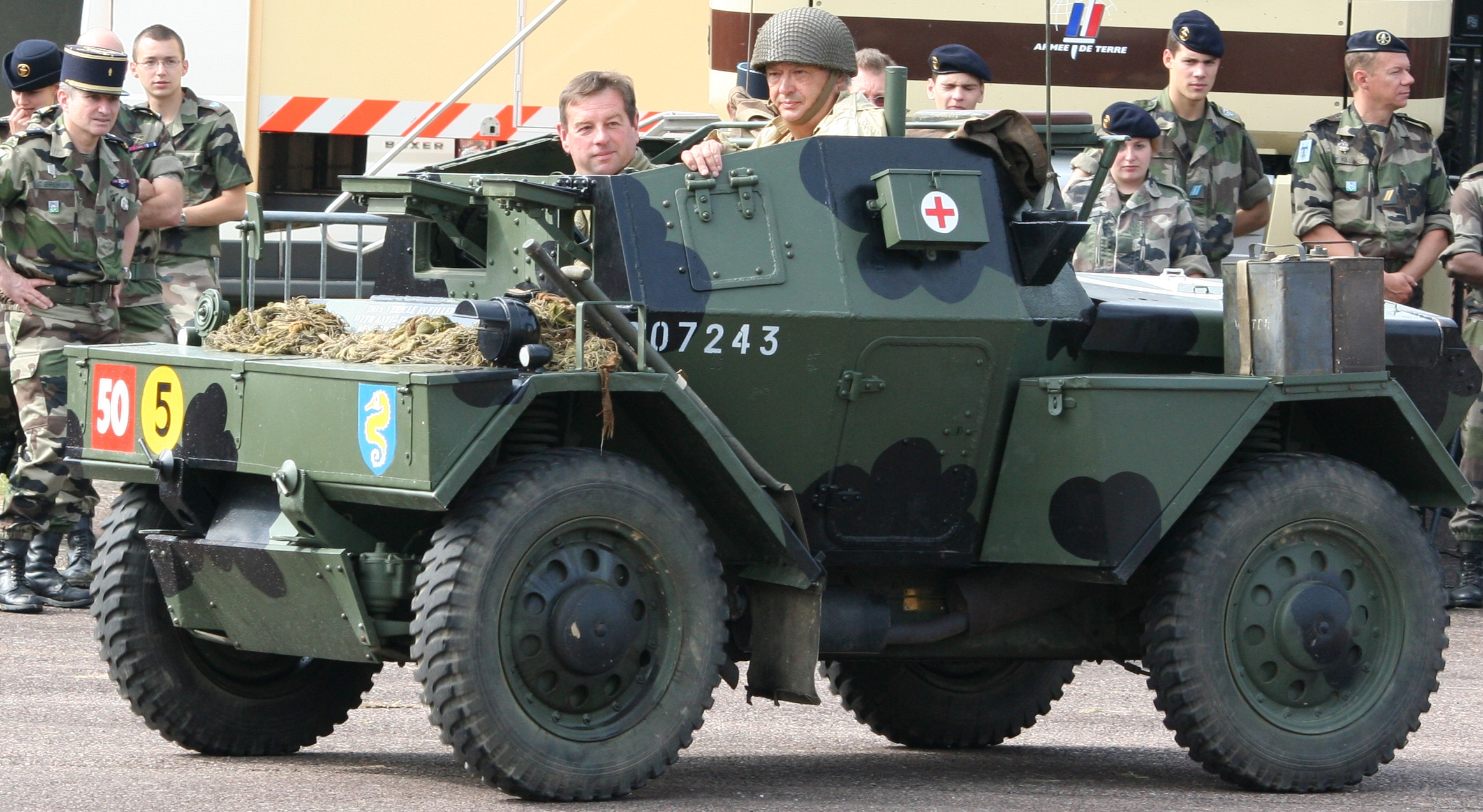
Dingo Scout Car Mk III

## Ссылка
- Car, Scout, Daimler Mark II (E1985.96) - tank museum accession record
- The Dingo on exhibit at the Tank Museum
- Ford Lynx Scout Car at mapleleafup.org
- Daimler Scout Car 'Dingo' wwiivehicles.com
- The Daimler Fighting Vehicles Project
- 1938 Performance report on Dingo
- Photo of New Zealand Div Cav Daimler Dingo in Italy, 1944
- Daimler Dingo/Ford Lynx Scout Car index - warwheels.net
- Surviving Dingo and Lynx Armoured Cars